# Azionamento a leva

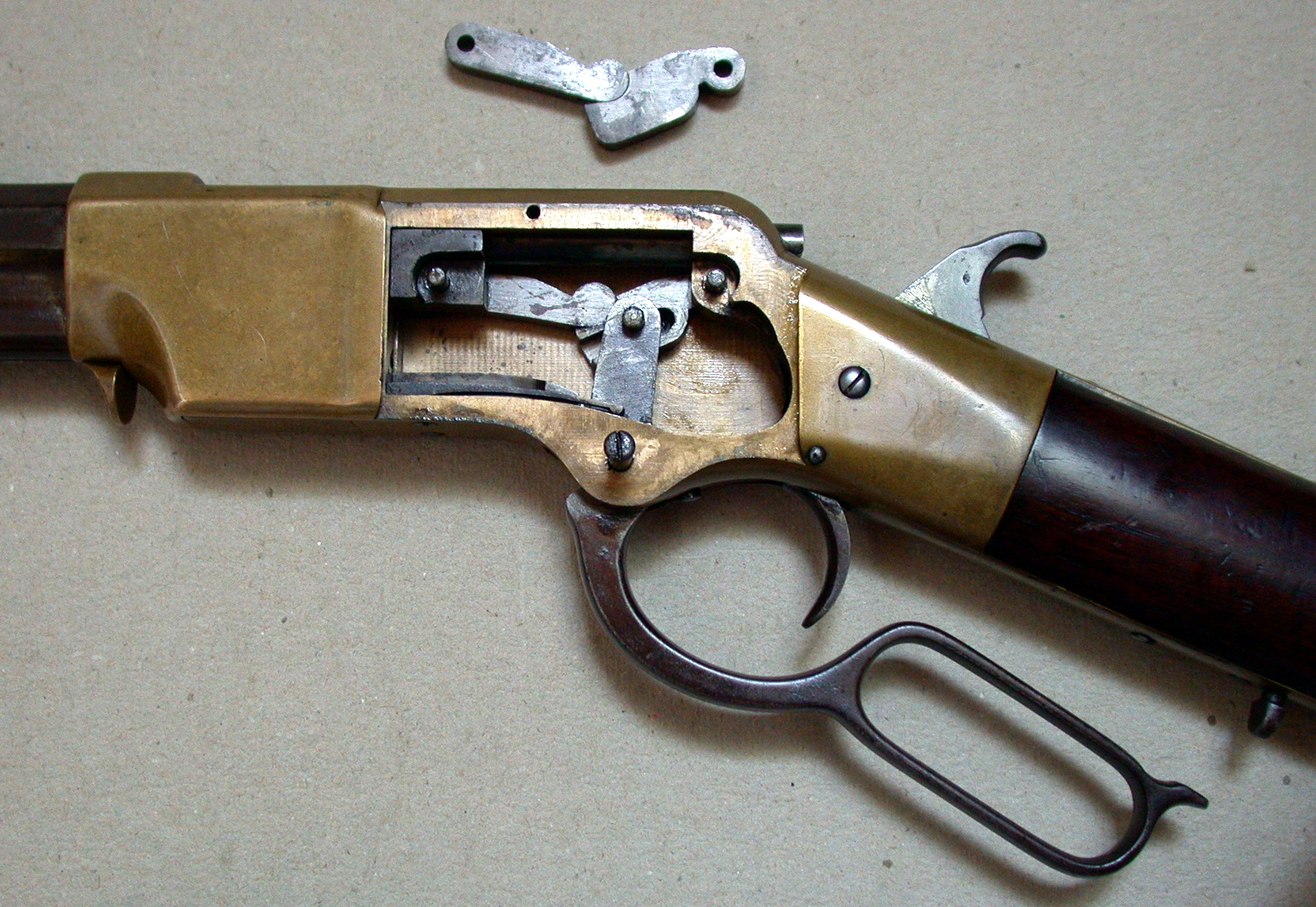
Azione di un Henry rifle, che fu la base per i fucili a leva Winchester

L'azionamento a leva è un tipo di azione per armi da fuoco a ripetizione manuale, che utilizza una leva per consentire l'azionamento dell'arma, introducendo una nuova cartuccia nella camera di scoppio ed espellendo il bossolo sparato.
La maggior parte delle armi a leva prodotte sono state fucili a canna rigata, ma esistono anche alcuni tipi di fucili a canna liscia e pistole. Anche se l'espressione "azionamento a leva" implica un'arma a ripetizione, è a volte impropriamente usato per indicare armi a colpo singolo, spesso a blocco pivotante, che usano una leva per aprire la culatta, come il fucile Martini-Henry.

## Storia

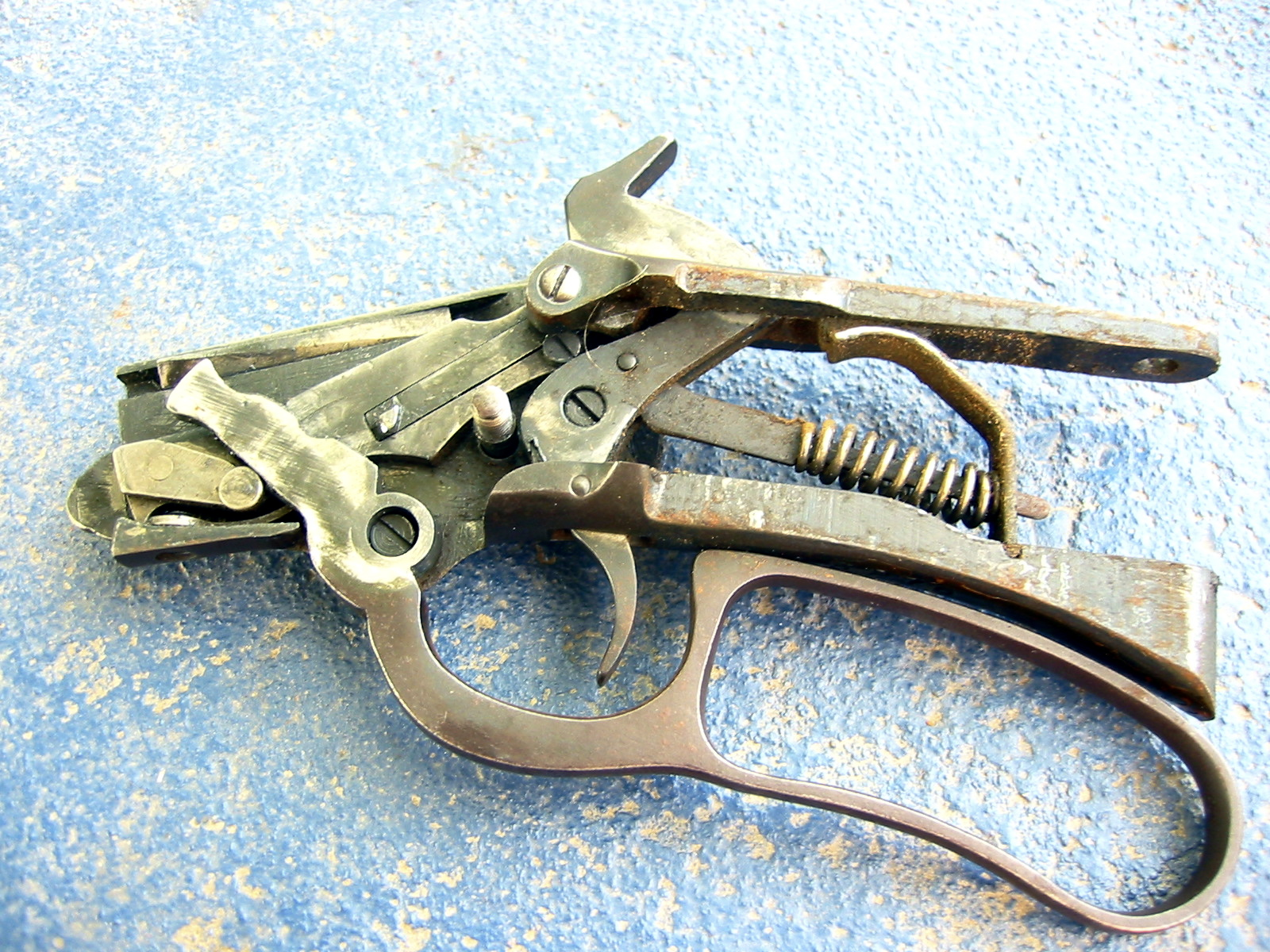
Interno della culatta del Marlin Model Golden 39A

Il meccanismo venne inventato intorno al 1850 e implementato per la prima volta dalla Volcanic Repeating Arms; uno dei primi fucili di una certa importanza fu lo Spencer repeating rifle, un modello a retrocarica, alimentato con un serbatoio interno, progettato da Christopher Miner Spencer nel 1860. Era alimentato da un caricatore tubulare fisso, caricabile con uno stripper clip tubulare, contenuto in una scatola chiamata "blakeslee cartridge box". Ne furono prodotti 20.000, e vennero usati dagli Stati Uniti durante la guerra di secessione americana. In questo modello, la leva serviva solo allo sblocco dell'azione, e al caricamento di una nuova cartuccia, senza però armare il cane, che doveva essere tirato indietro a mano. Il fucile a leva Henry fu ideato da Benjamin Tyler Henry, un armiere alle dipendenze di Oliver Winchester nel 1860, che usava un cane posto centralmente invece che di lato, come era di norma per i fucili ad avancarica, e questo cane veniva armato automaticamente dal movimento indietro dell'otturatore. Inoltre il caricatore fu posto sotto la canna, invece che nel calcio, posizione sottocanna che è ancora usata in tutte le armi a caricatore tubulare.

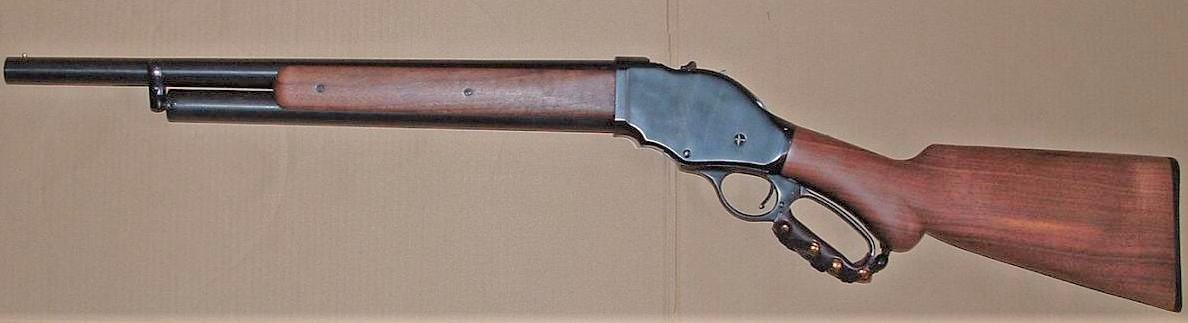
Una riproduzione moderna del fucile a canna liscia Winchester M1887

I primi fucili a canna liscia a ripetizione si basavano sull'azionamento ad otturatore girevole-scorrevole o a leva, imitando gli altri fucili dell'epoca. Uno dei primi prodotti con successo fu il Winchester M1887, progettato da John Browning nel 1885 per la Winchester Repeating Arms Company.
John Marlin, fondatore dell'azienda Marlin Firearms di New Haven, Connecticut, produsse il suo primo modello a leva nel 1881. Era camerato per varie cartucce come .45-70 e .38-55 Winchester. Fu seguita dal model 1893 (poi chiamato Model 1936 o model 36 e ora Marlin Model 336), e dal Marlin Model 1894.
Verso la fine del XIX secolo i fucili a leva assunsero le caratteristiche che mantengono ancora oggi. Nel 1894 Sia la Marlin che la Winchester misero in vendita modelli nuovi. Il fucile Marlin è ancora in produzione, mentre la produzione del Winchester è terminata nel 2006. Seppur simili esteticamente, il funzionamento è diverso, la Marlin ad azione singola e la Winchester ad azione doppia. Il funzionamento della Winchester è visto durante l'azionamento della leva dove inizialmente l'intero gruppo del grilletto si abbassa per sbloccare l'otturatore, che poi muove indietro per espellere il bossolo sparato

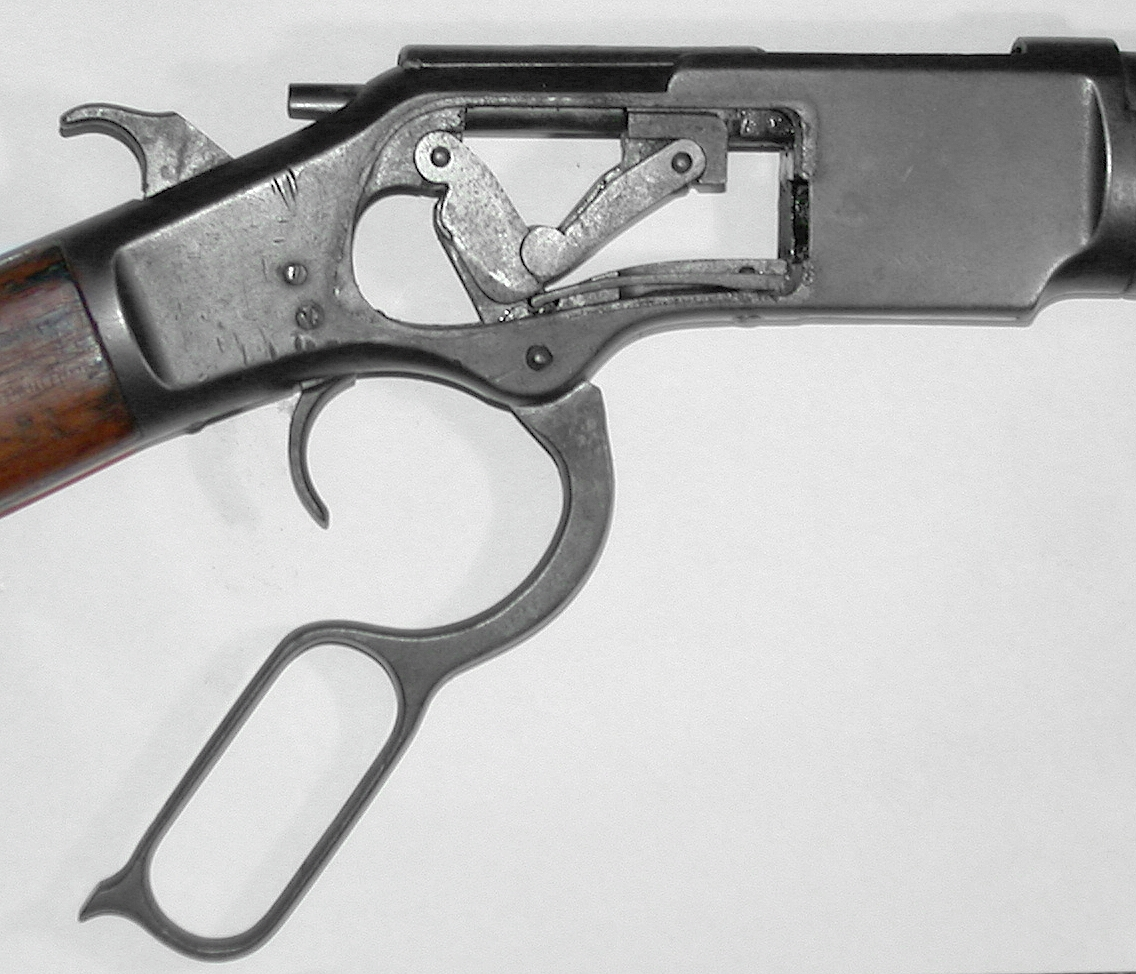
Winchester 73, con sistema a leva smontato

La Savage Arms Company acquistò notorietà in seguito alla produzione dei fucili sportivi a leva Savage Model 1895 e Savage Model 1899 (in seguito chiamato Model 99), che fu prodotto dal 1899 al 2000. Era a cane interno e invece che il solito caricatore tubulare aveva un caricatore rotatorio (detto anche a rocchetto), il che permetteva all'arma di usare cartucce con proiettili appuntiti ("spitzer"), permettendo non solo una più ampia gamma di calibri, ma anche prestazioni balistiche migliori. Negli ultimi modelli il complesso e costoso caricatore rotatorio fu sostituito da un più semplice caricatore a scatola rimovibile. Nonostante questo l'arma era comunque troppo costosa rispetto ad altri modelli a leva, che portò a terminarne la produzione
Verso la fine del XX secolo la Sturm Ruger ha prodotto vari modelli di fucile azionati a leva. La popolarità di questo tipo di fucili diminuì con l'introduzione di fucili a canna liscia a pompa, come la Winchester Model 1897, e la loro produzione terminò nel 1920 anche se alcune aziende hanno continuato a costruire riproduzioni fino al 2006.

## Aspetti tecnici
Il meccanismo è azionato tramite una leva posta vicino al grilletto, che spesso include il ponticello del grilletto. Tuttavia fare fuoco dalla posizione prona risulta difficoltoso, rispetto ad altri metodi di ripetizione manuale, e anche se nominalmente hanno un rateo di fuoco maggiore dei fucili ad otturatore girevole-scorrevole, vi è qualche limite al tipo di cartucce che possono essere impiegate.
Il metodo di alimentazione è solitamente un serbatoio tubolare sottocanna, che richiede un tempo di ricarica più lungo di un normale caricatore rimovibile o altri tipi interni, in quanto ogni colpo va caricato individualmente. Esso contiene le cartucce con il fondello di una a contatto con la testa o pallottola della successiva, il che nel caso di munizioni con pallottole appuntite (chiamate "spitzer") può portare a fenomeni di autoinnesco, specie nelle cartucce a percussione centrale. Questo problema non si pone con pallottole dalla testa tonda o piatta, come quelle da pistola e/o le pallottole ad espansione. Alcune cartucce con proiettile appuntito sono prodotte con la punta in plastica o in gomma, la quale rimuove questo problema e/o permette di dare una forma più aerodinamica alle munizioni ad espansione. In più il caricatore sottocanna sposta il centro di gravità in avanti, cosa che potrebbe essere deleteria per alcuni tiratori. Esistono però fucili a leva alimentati da un caricatore interno alla culatta, come il Winchester Model 1895; altro vantaggio di tale tipologia di fucile è la potenziale ambidestria dell'arma, facilmente usabile da destri o mancini, il che non è possibile con normali fucili ad otturatore girevole-scorrevole